# Elisabeth i Aspby
Elisabeth i Aspby eller Elisabetta i Aspeby, död 1 juni 1675 i Torsåker, var en svensk som blev avrättad för häxeri. Hon var en av dem som avrättades i Sveriges största häxprocess, häxprocessen i Torsåker, under det stora oväsendet.
Hon uppgavs vara 45 år, dotter till botaren Emeräntzia i Dynäs/Gudmundrå och gift med Olof Ersson i Aspby. 
Hon anklagades för att ha flugit till Blåkulla och för att bortfört barn dit. Hon greps sedan Brita i Västerhammar hade angett henne för att ha dukat bordet och serverat maten i Blåkulla. Då hon arresterades uppges “Inkallades h:Elisabeth, Olof Erikssons, och säger att hustru Brita säger på sigh een stoor osaningh.”
Ett vittne, Henrik Jonsson i Aspby, uppgav att hennes make, inför deras vittnesmål, hade hänvisat till att han skulle bli en häxas svärson och att det skulle ge honom fördelar:
“Henrik Jonsson i Aspby ladhe hand å book och sedan wittnade att dhen tijden Olof Eriksson frijadhe till hustru h: Elisabeth, sadhe han, som han intet annat förstodh i shiämt: iag hafr warit åstadh och frijat, som säges, till en trullkeringz dotter på thet iag skal få smörlyckan nogh. Hans swärmoder war h:Emerentia Dynäsoch Gudmundrå sochn som i lijfztijdhen ett grofft trätte-rychte på sigh hadhe som några af nämbden wittnadhe. Dhette hafr och kyrkieherdhen af dhe gambla hördt.”
Att hon var dotter till en beryktad häxa ansågs vara ett tecken på att även hon själv var en häxa. Hon är ett exempel på att trolldom i släkten användes som en försvårande omständighet. 
Hon var en av de 71 personer som avrättades under häxprocessen i Torsåker, som var den största häxprocessen i Sveriges historia. Avrättningen utfördes genom halshuggning och bränning.